# Cocalinho
Cocalinho es un municipio brasileño del estado de Mato Grosso. Se localiza a una latitud 14º23'50" sur y a una longitud 50º59'45" oeste, estando a una altitud de 241 metros. Su población estimada en 2004 era de 5.386 habitantes.
Posee un área de 16.538,832 km².